# Elezioni parlamentari in Niger del 2009
Le elezioni parlamentari in Niger del 2009 si sono tenute il 20 ottobre.

## Risultati
| Liste                                              | Voti      | %     | Seggi |
| -------------------------------------------------- | --------- | ----- | ----- |
| Movimento Nazionale per la Società dello Sviluppo  | 1 422 698 | 47,33 | 76    |
| Raggruppamento Social Democratico                  | 471 458   | 15,68 | 15    |
| Raggruppamento per la Democrazia e il Progresso    | 314 193   | 10,45 | 7     |
| Partito Democratico del Popolo                     | 77 973    | 2,59  | –     |
| Partito per il Socialismo e la Democrazia in Niger | 69 418    | 2,31  | –     |
| Movimento per l'Unità e il Riassetto della Nazione | 67 708    | 2,25  | –     |
| Unione per la Democrazia e il Progresso Sociale    | 49 152    | 1,64  | –     |
| Partito Nigerino per l'Autogestione                | 46 953    | 1,56  | –     |
| Partito per l'Unità Nazionale e lo Sviluppo        | 42 397    | 1,41  | –     |
| Partito delle Masse per il Lavoro                  | 40 059    | 1,33  | 1     |
| Unione dei Nigerini Indipendenti                   | 35 501    | 1,18  | 1     |
| Movimento per la Democrazia e la Riforma           | 35 389    | 1,18  | –     |
| Raggruppamento dei Patrioti Nigerini               | 26 747    | 0,89  | 1     |
| Altri                                              | 36 958    | 1,23  | –     |
| Indipendenti                                       | 269 200   | 8,96  | 11    |
| Totale                                             | 3 005 804 | 100   | 113   |